# Kornridderspore
Kornridderspore (Consolida) er en slægt af omkring 40 arter af årligt blomstrende planter, som er en del af ordenen Ranunculaceae. Dens oprindelige udstrækning strækker sig over det meste af vestlige Europa, Middelhavet og Asien. Fællesnavnet, Ridderspore, henviser til det spore-formede bæger, som deles med dens nært beslægtede flerårige slægtning Delphinium. 
Consolida adskiller sig fra dens nære slætning Riddersporen (Delphinium) i deres blomsters struktur, med blomsterne i en åben, løs, ofte forgrenet spids, snarere end den tætte søjle af blomster, som ses hos Delphinium , og i deres frugt, som omfatter en enkelt follikel, i stedet for en klynge af flere sammen. Det er en populær haveplante og snitblomst, med mange sorter i forskellige nuancer såsom pink, blå, lilla og hvid. I kataloger er den normalt nævnt som "Ridderspore", hvor "Delphinium" er forbeholdt dens flerårige slægtning. Alle dele af planten er giftige for mennesker, især frøene.

## Arter
Udvalgte arter omfatter:
- Consolida aconiti
- Consolida ajacis
- Consolida anthoroidea
- Consolida armeniaca
- Consolida axilliflora
- Consolida camptocarpa
- Consolida cornuta
- Consolida cruciata
- Consolida glandulosa
- Consolida hellespontica
- Consolida hohenackeri
- Consolida lineolata
- Consolida oliveriana
- Consolida olopetala
- Consolida orientalis
- Consolida persica
- Consolida phrygia
- Consolida pubescens
- Consolida raveyi
- Consolida regalis
- Consolida rugulosa
- Consolida saccata
- Consolida scleroclada
- Consolida staminosa
- Consolida stapfiana
- Consolida stenocarpa
- Consolida sulphurea
- Consolida thirkeana
- Consolida tomentosa
- Consolida arenaria